# Richard Lee I
Pour les articles homonymes, voir Lee.
Richard Lee I, né en 1617 et mort en 1664, surnommé the Immigrant (« l'Immigré »), est un colon anglais.
Arrivé à Jamestown en Amérique du Nord britannique en 1639, il est à l'origine de la famille Lee.